# 田崎健祐
田崎 健祐（たさき けんすけ、1995年7月28日 - ）は、茨城県出身の、日本の柔道選手である。階級は100 kg級。身長177 cm。血液型はB型。組み手は左組み。得意技は大内刈。

## 経歴
柔道は9歳の時に一心館菅谷道場で始めた。国士舘中学2年の時には近代柔道杯団体戦で優勝した。3年の時には全国中学校柔道大会の81kg級で優勝すると、団体戦でも江畑丈夫や磯田範仁などとともに活躍して優勝を飾り2冠を達成した。さらにマルちゃん杯団体戦でも優勝して、中学団体3冠(近代柔道杯、全国中学校柔道大会、マルちゃん杯)を達成した。国士舘高校に進むと、1年の時には全日本カデの90kg超級に出場して優勝した。世界カデでも決勝で地元ウクライナの選手を出足払で破って優勝を飾った。2年の時には全日本ジュニアの100kg級で国士舘大学1年の小川竜昂に敗れるも2位となった。全国高校選手権の個人戦では決勝で静岡学園高校2年の佐藤和哉に技ありで敗れて2位だった。団体戦では決勝で東海大学浦安高校と対戦すると、大将戦でウルフ・アロンに合技で敗れて2位に終わった。3年の時には金鷲旗とインターハイ団体戦で3位だった。2014年には国士舘大学へ進学した。

## 戦績
- 2010年 -　近代柔道杯　優勝
- 2010年 -　全国中学校柔道大会　個人戦(81kg級)　優勝　団体戦　優勝
- 2010年 -　マルちゃん杯　優勝
- 2011年 -　全日本カデ　優勝(90kg超級)
- 2011年 -　世界カデ　優勝(90kg超級)
- 2012年 -　全国高校選手権　5位
- 2012年 -　金鷲旗 5位
- 2012年 -　インターハイ　5位

100kg級での戦績
- 2012年 -　全日本ジュニア　2位
- 2013年 -　全国高校選手権　個人戦　無差別　2位　団体戦　2位
- 2013年 -　金鷲旗 3位
- 2013年 -　インターハイ　個人戦　5位　団体戦　3位
- 2015年 -　優勝大会　3位

(出典、JudoInside.com)